# Оньеву, Огучи
Огучиа́лу Дже́йкоб Чиджио́ке Онье́ву (англ. Oguchialu Jacob Chijioke Onyewu; 13 мая 1982, Вашингтон), более известный как Огу́чи Онье́ву (англ. Oguchi Onyewu) — американский футболист, защитник. Самый высокий полевой игрок в истории сборной США. Помимо американского гражданства, имеет также бельгийское, полученное во время выступлений в этой стране за льежский «Стандард».

## Биография
Родители Огучи Оньеву переехали в США из Нигерии, чтобы учиться в Говардском университете, одном из университетов Вашингтона, а затем осели в Америке. У Огучи есть два брата, Уче и Нонье, и две сестры, Чи-Чи и Огечи. Родившись в Вашингтоне, затем Огучи рос в штате Мэриленд, сначала в Силвер-Спринг, потом в Олни. Учась в школе Sherwood High School, он делал свои первые шаги в футболе. Учился также в IMG Soccer Academy в Брейдентоне, Флорида. Затем играл за Clemson Tigers, команду Клемсонского университета.

## Клубная карьера

### «Мец» и аренда в «Ла-Лувьер»
В 2002 году подписал контракт с клубом «Мец» из второй французской лиги. Закрепиться в составе «Меца» Оньеву не сумел, проведя за два сезона всего три игры. В 2003 году провёл несколько месяцев в аренде в клубе «Ла-Лувьер», выступавшем тогда в высшем дивизионе Бельгии, стабильно играл в его основном составе в центре обороны. В его отсутствие «Мец» добился права играть в высшей лиге Франции, заняв 3-е место во втором дивизионе.

### «Стандард» и аренда в «Ньюкасл»
Летом 2004 года Оньеву перешёл в льежский «Стандард». Здесь он сразу стал игроком основного состава и хорошо показал себя. По итогам сезона 2004/05 он был признан лучшим легионером сезона в первенстве Бельгии и вошёл в символическую сборную турнира. В последующие годы становился чемпионом и призёром первенства Бельгии, стал ведущим игроком обороны клуба и привлёк к себе внимание большого числа сильных клубов Европы. В декабре 2006 года был назван футболистом года в США. С января по май 2007 года выступал на правах аренды в «Ньюкасл Юнайтед», клубе английской Премьер-лиги, провёл 11 игр. Из успехов Оньеву в составе «Стандарда» можно особо выделить два подряд чемпионских титула — в сезоне 2007/08 «Стандард» проиграл всего один матч за весь турнир, и заслуги Оньеву в этом были отмечены его вторым включением в число лучших 11-ти игроков первенства, а в сезоне 2008/09 «Стандард» набрал равное число очков с «Андерлехтом» и переиграл этот клуб в дополнительной двухматчевой серии. В Суперкубке Бельгии-2008, где льежский клуб переиграл «Андерлехт» со счётом 3:1, Оньеву забил два гола. Всего Огучи провёл за «Стандард» 179 игр в чемпионате Бельгии и забил в них 16 голов.

### «Милан» и аренда в «Твенте»
7 июля 2009 года Оньеву подписал трёхлетний контракт с «Миланом». 11 января 2011 года был отдан в аренду до конца сезона голландскому «Твенте». 11 января 2011 года в матче против «Хераклеса» Огучи дебютировал в первенстве Голландии за новый клуб.

### «Спортинг»
28 июня 2011 года лиссабонский «Спортинг» объявил о подписании контракта с Оньеву. С футболистом был заключен контракт на 3 года. 10 сентября 2011 года в матче против «Пасуш де Феррейра», Оньеву дебютировал за новый клуб в чемпионате Португалии. 20 сентября того же года в поединке против «Риу Аве» американский защитник забил свой первый гол, который оказался победным и позволил «Спортингу» одержать сложную победу, 2:3.

### Аренда в «Малагу»

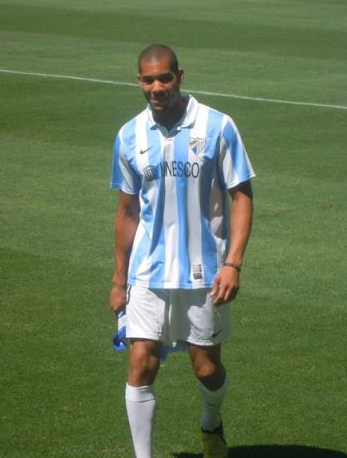
Оньеву в форме «Малаги»

В последний день летнего трансферного окна 2012 года испанская «Малага», квалифицировавшаяся в Лиге чемпионов, оформила аренду Оньеву с правом последующего выкупа. 24 октября в поединке группового этапа Лиги чемпионов против своей бывшей команды, «Милана», Огучи дебютировал за новый клуб. 31 октября в поединке Кубка Испании против «Касереньо», защитник забил свой первый гол за «Малагу». 19 декабря в матче против «Эйбара», защитник забил гол в компенсированное время и позволил своему клубу сыграть вничью.

### «Куинз Парк Рейнджерс»
После возвращения из «Малаги», руководство «Спортинга» расторгло контракт с Оньеву. 23 октября 2013 года он на правах свободного агента заключил соглашение с английским «Куинз Парк Рейнджерс».

### «Шеффилд Уэнсдей»
Игрок покинул КПР по истечении полугодового контракта и перешёл в английский «Шеффилд Уэнсдей» на правах свободного агента. Стороны заключили краткосрочный контракт, рассчитанный до конца сезона 2013/14.

## Международная карьера
Дебютировал в национальной сборной 13 октября 2004 года в матче против Панамы, выигранном его командой со счётом 6:0. Свой первый гол он забил 21 июля 2005 года в полуфинальном матче Золотого кубка КОНКАКАФ против Гондураса в добавленное время, принеся своей команде победу. Всего на том турнире он провёл 4 встречи из 6-ти, в том числе играл и в финале, где американцы победили по пенальти Панаму (0:0; 3:1 пен.). Оньеву был включён в символическую сборную того турнира.
Оньеву был членом сборной США на ЧМ-2006, сыграл все три матча группового этапа, далее которого его команда пройти не смогла. В решающем матче против Ганы заработал пенальти в свои ворота, который реализовал Стивен Аппиа; благодаря этому голу Аппиа, Гана победила США со счётом 2:1 и вышла в плей-офф, а американцы оказались на последнем месте в группе.
В 2007 г. выиграл свой второй Кубок КОНКАКАФ; на этот раз американцы не только не проиграли ни одного матча, как два года назад, но выиграли все шесть матчей, не оставив шансов соперникам; Оньеву провёл на поле пять игр из шести.
В июне 2009 г. Оньеву в составе сборной США дошёл до финала Кубка конфедераций, по ходу турнира американцы с трудом вышли из группы (проиграв два матча из трёх, но всё же став вторыми), затем обыграли в полуфинале испанцев, действующих чемпионов Европы, со счётом 2:0, и уступили в финале бразильцам 2:3. Оньеву провёл все пять матчей турнира без замен.

## Достижения

### Командные
«Стандард»
- Чемпион Бельгии (2): 2007/08, 2008/09
- Серебряный призёр чемпионата Бельгии: 2005/06
- Бронзовый призёр чемпионата Бельгии: 2006/07
- Финалист Кубка Бельгии: 2006/07
- Обладатель Суперкубка Бельгии: 2008

«Твенте»
- Обладатель Кубка Нидерландов: 2010/11

США
- Победитель Золотого кубка КОНКАКАФ (3): 2005, 2007
- Финалист Кубка конфедераций: 2009

### Индивидуальные
- Футболист года в США: 2006